# Дијего Флорентин
Дијего Флорентин је био парагвајски фудбалски везни играч који је играо за Парагвај на ФИФА-ином светском првенству 1930. На турниру је остао на клупи и није одиграо ниједан меч
Играо је и за Ривер Плејт (Асунсион).